# 汉荭鱼腥草
汉荭鱼腥草（学名：Geranium robertianum）为牻牛儿苗科老鹳草属的植物。分布于朝鲜、日本、地中海、中亚、西伯利亚、欧洲、台湾以及中国大陆的西南、华东、华中等地，生长于海拔900米至3,200米的地区，常生于山地林下、沟坡、岩壁和路旁。

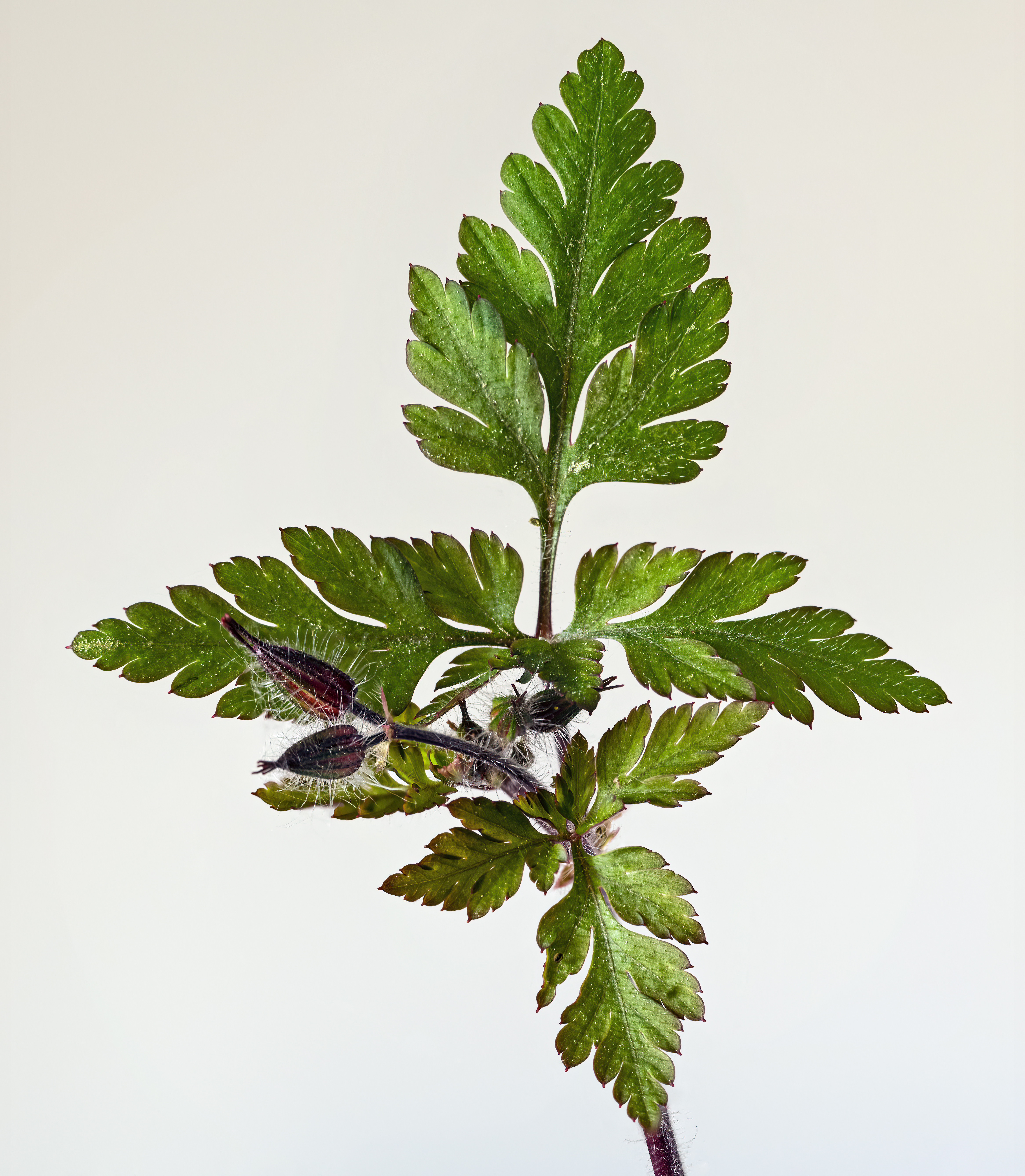
典型的葉子結構
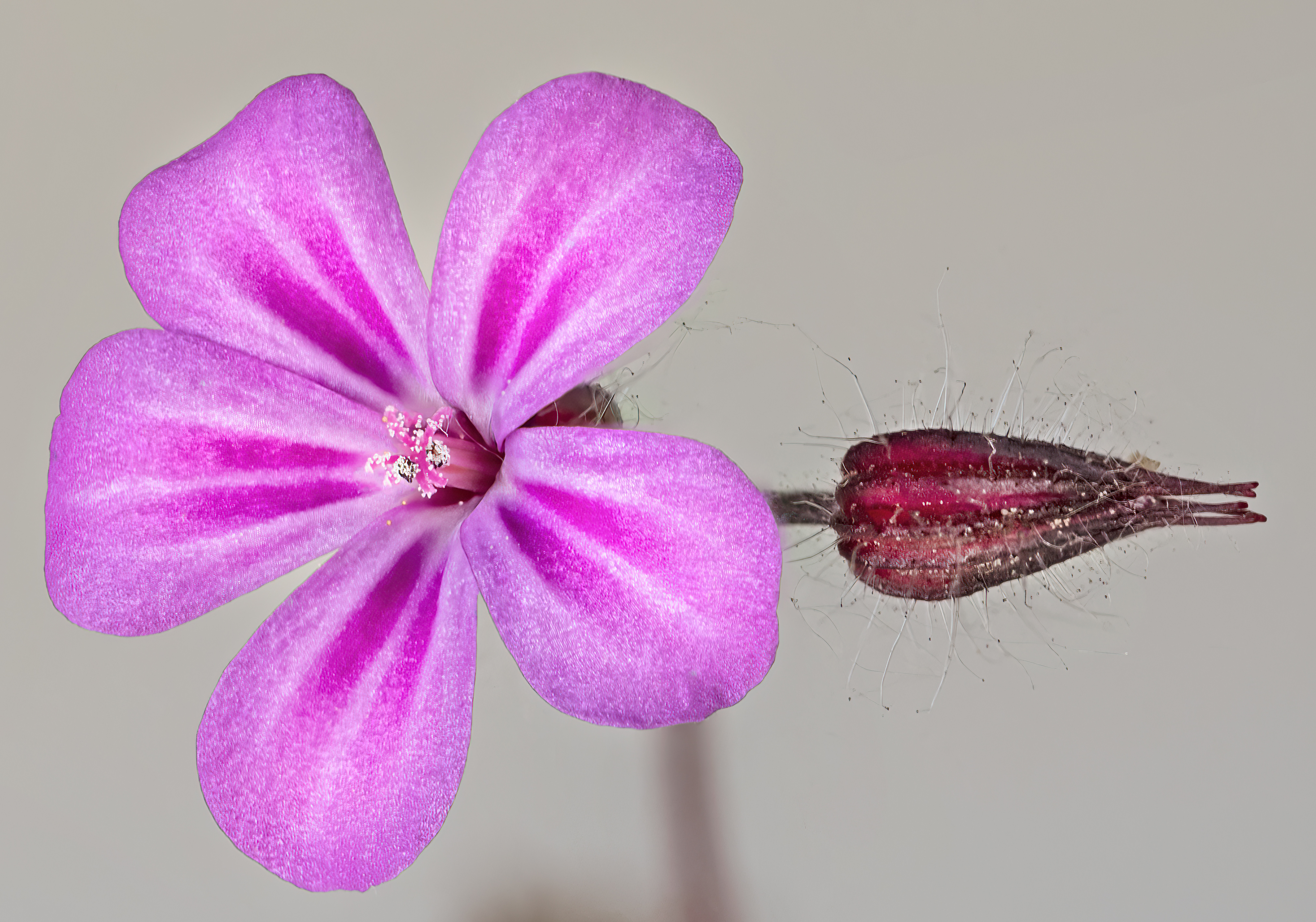
花
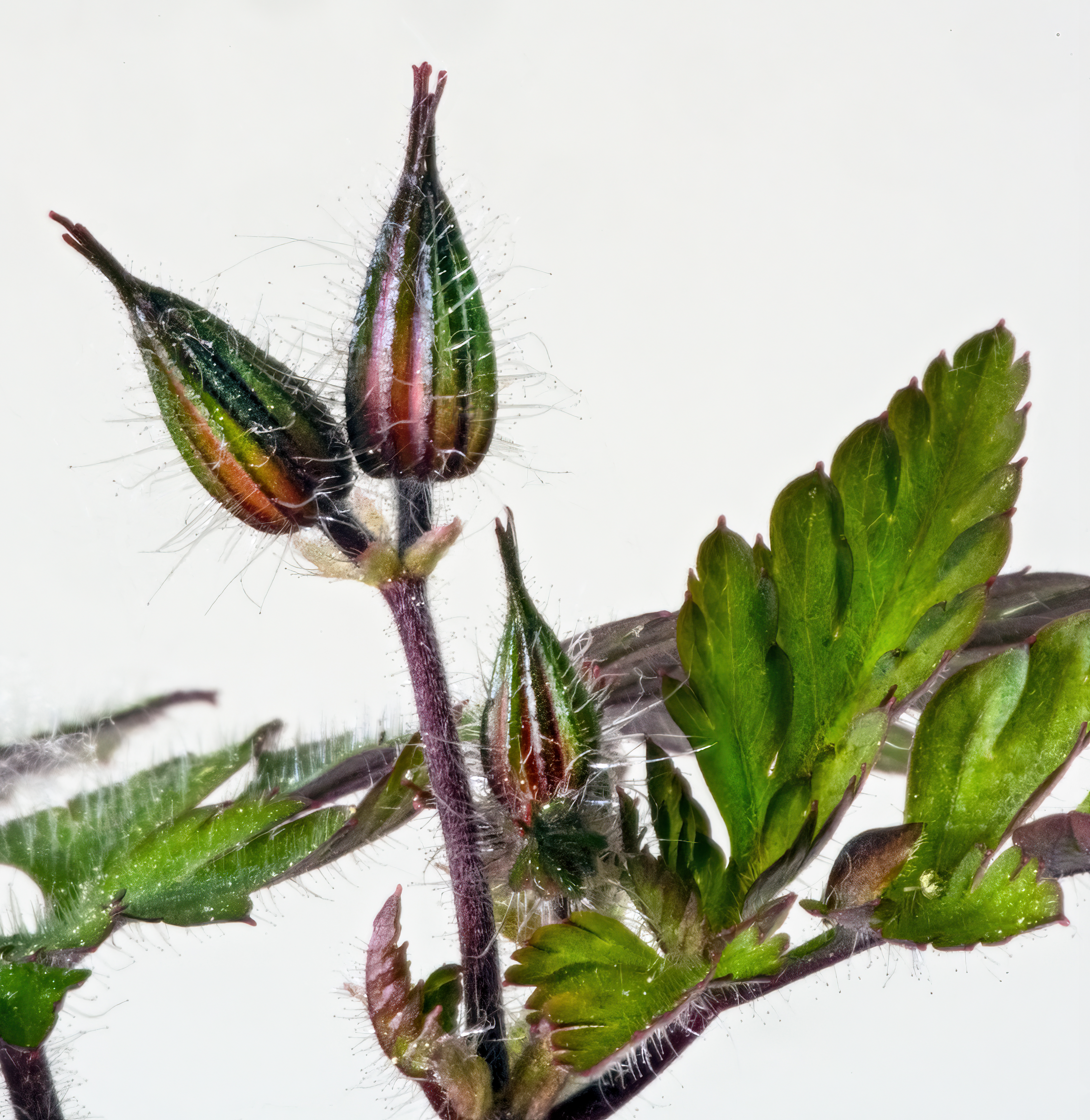
花芽
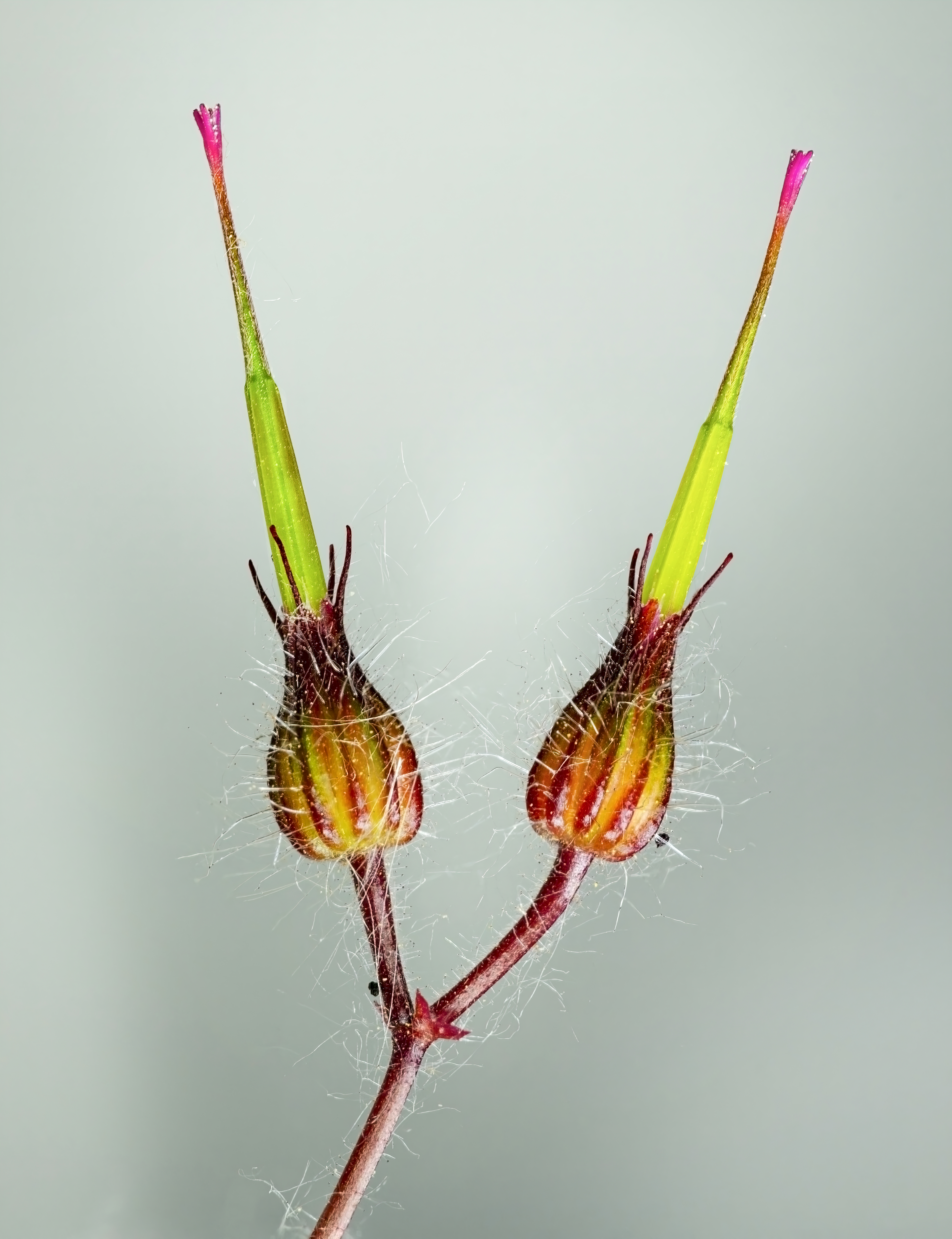
水果

## 别名
纤细老鹳草（中国高等植物图鉴）

## 延伸阅读
[在维基数据编辑]
 《植物名實圖考·漢葒魚腥草》，出自吳其濬《植物名實圖考》